# 土橋萬歳
『土橋万歳』（どばしまんざい）は、上方落語の演目。文楽および歌舞伎の『夏祭浪花鑑』の七段目「長町裏の場」をもじった描写が存在する。
遊び人の商家の若旦那を番頭が諫めようとして起きる顛末を描いており、夢落ちが用いられているのが特徴である。夢の中では、葬式に出席するために儀礼用の刀剣である「葬礼差し」を帯びていた番頭が切りつけるという下りがある。この部分が『夏祭浪花鑑』のパロディとなっており、殺人のシーンは歌舞伎同様に無言で演じられる。『夏祭浪花鑑』は、芝居好きの若旦那が父親に芝居のせりふで応対する『七段目』の冒頭部分にも出てくる。
主な演者には、3代目桂米朝などがいる。

## あらすじ
船場の大店・播磨屋の離れ座敷の二階では、若旦那の作次郎を丁稚の定吉が割り木片手に見張っているというおかしな状態が続いていた。
「…なんでそこに居んのや？」
この状況を抜け出して遊びに行きたいと、その方法を考えていた若旦那は、定吉をお土産とお小遣いで買収し、布団の中に箒を押しこんでダミーを作って逃げ出してしまう。そんなこととは露知らず、階下では番頭が風邪で寝ている主の代わりに葬式へ参列しようと準備を進めていた。
丁稚の亀吉を、定吉の代わりに若旦那の見張りに送り込み、降りてきた定吉を（すでに若旦那を逃がしているとは知らずに）葬式のお供に連れて家を出る。その帰り道…「お昼を食べましょう」とやたらと勧めてくる定吉の言動から、すでに若旦那が逃亡したことに気付いた番頭は、定吉を誘導尋問にかけて若旦那の居場所を聞き出すとそこへ飛んでいった。
定吉が言っていた、難波の一方亭という料理屋へ行ってみると、すでに二階は大宴会の最中。若旦那の遊び仲間である、灰屋常次郎の名前を騙って若旦那を呼び出そうとするが、当てが外れてしまい自分が座敷に引っ張り上げられてしまった。冗談半分に謝る若旦那に対し、番頭は涙ながらに説教を開始。とうとう逆切れした若旦那に階段から突き落とされてしまった。
それから数時間後…景気なおしに新町遊廓へ繰りこもうという若旦那の号令で、一座は難波を出発。途中でとある土橋に差し掛かった時、藪の中から覆面の男が飛び出してきて「追剥じゃー!!」
びっくりした芸子や幇間は、若旦那を放り出して逃げてしまう。一人で震える若旦那に、追剥は「茶屋遊びをやめろ」と変な要求を突き付けた。キョトンとする若旦那に、追剥は「顔をよく見ろ」と覆面を取って見せると、正体は番頭だった。
「普段は若旦那とか言って持ち上げているくせして、いざとなったら見捨てるんです」
花柳界の連中の非情さを説き、なんとか若旦那を改心させようとする番頭だが、頭に血の上った若旦那は聞き入れようとせず、用心棒でもない花柳界の者達が客を捨てて逃げたことをなじるのは筋違いだと反論。それどころか、とうとう「馬鹿にするな!」と履いていた雪駄を脱いで番頭の顔を思いっきり殴りつけてしまった。
「…何をするんですか若旦那!」
これでは店に出られない…と、憤る番頭の手が、思わず葬式に参列するために腰に差していた「葬礼差し」に伸びてしまう。あわてて手をひっこめたが、その様子を見てまた逆切れした若旦那が「お前に殺されるなら本望じゃ、さぁ斬れ!! 」と掴みかかってきた。もみ合ううち、たまたま鞘走った葬礼差しが若旦那を傷つけてしまう。とうとう「若旦那を生かしておけば店のためにならない」と悟った番頭が、「人殺し」とうめく若旦那に刃を振りおろした…と思ったところで、若旦那は自分の絶叫で目を覚ました。見れば自分がいるのは播磨屋の離れ座敷で、そばには定吉がキョトンとした表情で座っている。
「今のは夢か」と安心した若旦那は、急に番頭のことが気になって定吉に呼んでくるように命じた。定吉が帳場へ降りてくると、なんと番頭も帳面に筆を突き立てて唸っている。あわてた定吉に揺り起こされ、若旦那が自分を呼んでいると聞かされた番頭は、何かを感じ取ると大急ぎで離れ座敷へ飛んでいく。若旦那と番頭は、顔を合わせると今まで自分が見ていた夢の話をし、二人同時に全く同じ夢を見ていたのだと気づいて慄然とする。自分の愚かさをやっと悟った若旦那はこれからは商売に励むと番頭に誓った。
「もしあれが夢じゃなかったら、今頃、番頭は主殺しの重罪で死刑やったなぁ…」
若旦那の述懐に、なぜかそばにいた定吉が泣き出してしまう。「今のは夢や」とあわてて弁解する若旦那に、定吉はそんなことで泣いているのではないと答えた。
「重罪で死刑だったら、お父っつぁんはどうなるのかと心配で…」
「お前のお父っつぁんって何や？」
「重（十）罪どころか、大和の萬歳（罪）なんです」

## 落ちについて
若旦那の「重罪で死刑」という言葉を聞いた定吉が、「重罪」の意味がわからずに「十罪」と聞き間違えてしまい、「十」よりも「万」のつく自分の父親のほうが罪が重いのではと誤解することが落ちである。
かつて上方では大和国から出張した太夫と才蔵が萬歳を演じていたことに由来するが、現在では理解が難しいため、枕で解説する演者もいる。